# Febronianismo
El febronianismo fue una doctrina y un poderoso movimiento cristiano creado por el canónigo alemán de la ciudad de Tréveris Johann Nikolaus von Hontheim (quien usaba el pseudónimo de Justinus Febronius, castellanizado simplemente como Febronio), en el siglo XVIII, que pretendía disminuir la autoridad y los derechos del Papa y aumentar los de los obispos, con el argumento de que la institución De la Iglesia que había hecho Jesucristo no era monárquica.
Febronio perseguía así la reunificación del catolicismo con el resto de las ramas del cristianismo y una nacionalización de las iglesias (por lo que su escuela puede ser considerada un equivalente del galicanismo francés). Fue condenado como cismático por la Iglesia católica.
La piedra que echó a rodar la controversia fue su obra Justini Febronii Juris consulti de Stata Ecclesiæ et legitimâ potestate Romani Pontificis Liber singularis ad reuniendos dissidentes in religione christianos compositus (Bullioni apud Guillelmum Evrardi, 1763), condenada de inmediato por Roma el 5 de febrero de 1764. Luego, en un documento del 21 de mayo, el papa Clemente XIII ordenó su supresión a todos los obispos de Alemania.

## Doctrina
Para Febronio, el Papa, aunque tiene derecho a una cierta primacía, está subordinado a la Iglesia universal. Aunque sea considerado como el centro de unidad, el sumo pontífice puede ser visto como el guardián y campeón de la ley eclesiástica y es capaz de proponer leyes y enviar delegados en asuntos que conciernan a su posición, ya que su soberanía (principatus) sobre la Iglesia no es jurisdiccional, sino de orden y colaboración (ordinis et consociationis). La Iglesia está basada en el episcopado común a todos los obispos, con el Papa en el papel de primero entre sus iguales.
De ello se deduce que el sucesor de Pedro está sujeto a las decisiones de los concilios ecuménicos, en el que los obispos son sus colegas (conjudices) y no simplemente consultores, aparte de que el Papa no tiene el derecho exclusivo de convocar esas reuniones. Por lo tanto, los decretos de estos concilios generales no necesitan ser confirmados por el Papa ni pueden ser alterados por él. Además, las decisiones papales pueden ser apeladas ante el concilio.
- Datos: Q698387